# Stewart Greenleaf
Stewart John Greenleaf Sr. (Upper Moreland, 4 de octubre de 1939 - 10 de febrero de 2021) fue un político y abogado estadounidense que se desempeñó como miembro del Senado del Estado de Pensilvania de 1979 a 2019. Greenleaf representó al Distrito 12, que incluye partes del este del condado de Montgomery y el sur del condado de Bucks.

## Primeros años
Greenleaf se graduó en 1961 de la Universidad de Pennsilvania y recibió su Doctorado en Jurisprudencia de la Facultad de Derecho de la Universidad de Toledo.

## Carrera
Se desempeñó como asistente del fiscal de distrito en el condado de Montgomery de 1970 a 1977 y como asistente del defensor público en el condado de Bucks.
En 1971, Greenleaf fue elegido comisionado de su ciudad natal de Upper Moreland Township, Pensilvania. Después de un período, Greenleaf fue elegido para un escaño en la Cámara de Representantes de Pensilvania en 1976. Sirvió un solo término en la casa antes de ganar su candidatura al Senado estatal en 1978. Fue reelegido siete veces.
Greenleaf consideró postularse para el Congreso de Estados Unidos en 1993, formando brevemente un comité exploratorio para desafiar a Marjorie Margolies. Sin embargo, se retiró antes de la convención de endoso del condado. En 2000, Greenleaf se postuló para el Congreso contra el titular Joe Hoeffel. Greenleaf había representado gran parte de la parte este del distrito del Congreso durante casi un cuarto de siglo. Al final, Hoeffel ganó la carrera con casi el 53% de los votos frente al 46% de Greenleaf. Greenleaf no tuvo que ceder su escaño en el Senado estatal para postularse para el Congreso; Los senadores del estado de Pensilvania cumplen mandatos escalonados de cuatro años, y Greenleaf no estaba lista para la reelección hasta 2002.
En su último mandato, Greenleaf fue presidente del Comité Judicial del Senado y se desempeñó en los Comités de Apropiaciones, Banca y Seguros, Protección al Consumidor y Licencias Profesionales y Recursos Ambientales y Energía.
Greenleaf decidió no postularse para la reelección en 2018. Respaldó a su hijo, el ex controlador del condado de Montgomery Stewart Greenleaf Jr., como su sucesor. Sin embargo, Stewart Jr. fue derrotado por la aspirante demócrata Maria Collett.
Greenleaf continuó sirviendo como socio en su bufete de abogados, Elliott Greenleaf, cuyos abogados incluyen al comisionado del condado de Montgomery Bruce Castor y al ex representante estatal. Melissa Murphy Weber.

### Elecciones presidenciales de 2012
Greenleaf se inscribió para estar en la boleta presidencial para las primarias de New Hampshire del Partido Republicano. Explicó que lo hizo para enfocar el debate de la elección en el equilibrio del presupuesto federal. Presentó su solicitud ante la FEC el 29 de diciembre y recibió un total de 24 votos en las primarias, 21.er lugar entre los candidatos a la votación. Ganó cuatro votos por escrito en las primarias demócratas, todos los cuales recibió en Canaán. Incluyendo otros escritos, esto lo empató con Mitt Romney por el tercer lugar en la ciudad, solo detrás de Barack Obama y Ron Paul.

## Fallecimiento
Greenleaf falleció el 10 de febrero de 2021 a los 81 años.